# Albéric Aubert
Albéric Pierre Joseph Aubert est un architecte clermontois né le 24 juillet 1895 à Clermont-Ferrand et mort le 11 octobre 1971 à Autun.

## Biographie
Albéric Aubert est diplômé architecte de l'École des beaux arts de Paris en 1925 et patenté en 1927.
Il est nommé architecte des hospices de Clermont-Ferrand en 1930 à la suite de Jean Amadon. En 1931-1935, il construit le pavillon Émile-Roux à l'entrée est de l'Hôtel-Dieu de Clermont-Ferrand, puis (1933-1936) le pavillon qui lui fait face. Mais c'est en 1936 que Albéric Aubert va se faire connaître sur un plan national en construisant l'Hôpital-sanatorium Sabourin. Ensuite, jusqu'à sa mort, il réalisera de nombreuses résidences et sa villa boulevard Jean-Jaurès à Clermont-Ferrand.
Valentin Vigneron a travaillé avec lui au début de sa carrière et a sans doute participé à la réalisation de l'hôpital Sabourin.

## Production
Sa production se caractérise par deux périodes.
Il débute assez brièvement dans un style régionaliste (Émile-Roux - Hôtel de Bourgogne).
Suit une période où il oscille entre modernisme radical (Sabourin, inspiré par Alvar Aalto) et un style Art déco (Résidence boulevard Côte-Blatin inspirée par Henri Sauvage).

## Quelques réalisations
- 1930 : Pavillon Émile-Roux à Clermont-Ferrand (inscrit MH[2]).
- 1936 : Hôpital-sanatorium Sabourin à Clermont-Ferrand  (inscrit MH).
- 1954-1960  : Lycée Roger-Claustres de Clermont-Ferrand[3], en collaboration avec Victor Blanc.
- 1960 - 1963 : Église Saint-Jean-Marie-Vianney, rue du Docteur-Lepetit à Beaumont.

## Réception
Comme tout le mouvement moderne auvergnat, sa production a souffert de manque de considération : comme d'autres architectes auvergnats, tels que Ernest Pincot, André Papillard, Marius Lanquette, Valéry Bernard, Henry Pouzadoux ou Jean Guillot, il n'est toujours pas reconnu à l'échelon national.